# Nosferatu (film 2024)
Nosferatu è un film del 2024 scritto, diretto e co-prodotto da Robert Eggers, remake del classico espressionista muto Nosferatu il vampiro del 1922, tratto liberamente dal romanzo Dracula di Bram Stoker.
Il cast include Nicholas Hoult, Lily-Rose Depp, Aaron Taylor-Johnson, Willem Dafoe e Bill Skarsgård nel ruolo del Conte Orlok. Nosferatu racconta la storia dell'oscura ossessione che lega una giovane donna, Ellen Hutter, al vampiro che la perseguita, il conte Orlok.
Le riprese si sono svolte principalmente presso i Barrandov Studios di Praga, tra i mesi di febbraio e maggio 2023, con location che spaziano tra il Castello dei Corvino in Transilvania, il Castello di Pernštejn, Rožmitál pod Třemšínem e il complesso Invalidovna nella Repubblica Ceca e nella città tedesca di Lubecca.

## Trama
Una notte, la giovane Ellen sta pregando e piangendo, poiché cerca disperatamente conforto per la solitudine in cui vive. Cade così in trance ed entra in contatto con un misterioso spirito, il quale le rivela che lei non appartiene al mondo dei vivi e le fa promettere di unirsi a lui quando tornerà a reclamarla. La ragazza accetta e cade in preda a violente convulsioni che si manifestano negli anni a seguire in maniera ricorrente, seguite da nefaste visioni e incubi. 
Trascorrono circa dieci anni, è il 1838: nella città di Wisborg, in Germania, Ellen vive insieme a suo marito Thomas Hutter, che ha sposato da un paio di mesi e sembra amare moltissimo. Lui fa l'agente immobiliare e vorrebbe guadagnare una cifra sufficiente da fargli raggiungere una maggiore stabilità finanziaria, ragione per cui accetta un incarico da parte del suo datore di lavoro, il signor Knock, il quale ha la possibilità di vendere una decrepita dimora signorile locale, Grünewald Manor, al conte Orlok, che per firmare il contratto di acquisto dev'essere raggiunto dove abita, in uno spettrale castello sui monti Carpazi in Transilvania. All'insaputa di Thomas, Knock ha organizzato la sua partenza come parte di un patto occulto con Orlok.
Ellen è profondamente turbata dalla prospettiva del viaggio di Thomas e lo scongiura di non andare, rivelando al marito che, prima del loro matrimonio, era tormentata da incubi che la vedevano sposata alla Morte in persona. Lui però sottovaluta le paure di sua moglie, definendole semplici fantasie legate ai tormenti del suo passato, e parte comunque per il castello di Orlok lasciando la moglie alle cure di Friedrich e Anna Harding, una coppia benestante loro amica. In Transilvania Thomas viene accolto con ostilità dalla comunità gitana locale a causa del suo collegamento con Orlok. Durante la notte, il giovane assiste a una sorta di rituale nel quale i contadini trafiggono il cadavere di un vampiro, che però si rianima e geme di dolore.
Thomas arriva al castello la sera successiva e viene accolto dall'inquietante Orlok, che sembra impaziente di concludere immediatamente l'acquisto della proprietà; quando il ragazzo si ferisce con un coltello durante la cena, il conte lo aggredisce e beve per la prima volta il suo sangue. La notte seguente, Orlok fa firmare a Thomas un documento scritto in una lingua antica (per sancire, a suo dire, la compravendita della nuova dimora in Germania) e si appropria del suo medaglione, contenente una ciocca dei capelli di Ellen. Il giovane, tormentato da incubi e fisicamente spossato, vorrebbe tornare a casa, ma Orlok glielo impedisce.
Accorgendosi dei segni di morsi che appaiono sul suo petto quando dorme, Thomas cerca una via di fuga e trova una stanza del castello contenente la bara in cui dorme il conte, così cerca di ucciderlo con un piccone, ma questi si sveglia e lo attacca; il giovane scappa e si salva dai lupi controllati dal conte buttandosi dalla finestra e finendo in un fiume. Sopravvive alle gelide acque e viene curato dalle suore di una chiesa ortodossa vicina. Pur essendo ancora debole, riparte immediatamente verso casa, avendo compreso che il conte sta prendendo di mira Ellen. Nel frattempo, Orlok salpa per Wisborg con una cassa piena di terra e un nugolo di topi portatori di peste. Nel corso della traversata in nave, Orlok uccide l'intero equipaggio.
Durante l'assenza di Thomas, Ellen soffre di attacchi di sonnambulismo e convulsioni che peggiorano sempre di più. Il medico Wilhelm Sievers decide di consultare il suo mentore, Albin Eberhart Von Franz, un brillante erudito svizzero ostracizzato dalla comunità scientifica, con un'ossessione per l'occulto. Von Franz deduce che Ellen è vittima dei malefici di Nosferatu, un vampiro demoniaco portatore di pestilenza. Friedrich però è scettico in merito a quest'ipotesi, ritenendo Ellen vittima dell'isteria causata dalla lontananza di Thomas, che nel frattempo è riuscito a tornare a Wisborg. Intanto, Knock viene ricoverato in un istituto per via di un crollo mentale e sia lui sia Ellen annunciano l'imminente arrivo di Orlok. Sievers e Von Franz si rendono conto che i due sono influenzati dallo stesso spirito malevolo e, cercando nell'ufficio di Knock, scoprono che il conte è proprio Nosferatu.
L'arrivo di Orlok diffonde la peste in città, mentre Knock sfugge alla custodia delle autorità per ricongiungersi col conte. 
Questi appare nuovamente a Ellen in sogno: viene rivelato che il vampiro è lo spirito che si era avvicinato a Ellen quando era bambina, approfittando della sua solitudine e soggiogandola, fino al punto da farle stringere il patto che avrebbe intrecciato i loro destini inestricabilmente. Nosferatu dice a Ellen che il documento firmato da Thomas durante la sua permanenza nel castello in Transilvania era un atto di divorzio, e pretende che la ragazza validi l'atto e riaffermi il loro accordo concedendosi definitivamente a lui.
Ellen, avendo compreso di essere stata manipolata e tormentata da Orlok, rifiuta di rinnovare la promessa che le fu estorta anni prima. Orlok, furioso, le concede tre notti per cambiare idea e unirsi a lui, altrimenti vedrà morire Thomas e tutti coloro che le sono cari. Come dimostrazione del suo potere, la prima notte Orlok fa impazzire e ammalare Anna di peste. Davanti a sua moglie malata e delirante e alle sue figlie terrorizzate Friedrich, che è ancora scettico riguardo l'esistenza di Nosferatu, caccia di casa Ellen, Thomas, il dottor Sievers e Von Franz. La seconda notte però il vampiro uccide Anna, che era anche incinta, e le due bambine. Friedrich, devastato dal dolore, soccombe alla peste mentre ha un rapporto sessuale con il cadavere della moglie.
Nel frattempo Ellen rivela a Thomas il legame che la unisce ad Orlok, ha una crisi epilettica e, per dimostrare a Orlok e a Thomas chi ami dei due, ha un rapporto sessuale col marito.
Von Franz, proseguendo le sue ricerche sull'occulto, scopre i punti deboli di Nosferatu: il vampiro non può sopravvivere a contatto con la luce solare, è condannato a riposare sul suo suolo natio (il che spiega perché la bara che Orlok ha fatto portare a Wisborg fosse riempita di terra) e può essere distrutto attraverso il sacrificio volontario di una giovane fanciulla.
Sapendo di essere l'unica persona in grado di fermare Orlok, Ellen decide di affrontarlo da sola, convincendo segretamente Von Franz a distrarre Thomas per impedirgli di fermarla. Di conseguenza, la terza notte Thomas, Von Franz e Sievers, dopo aver purificato con il fuoco i cadaveri di Friedrich e Anna, si recano a Grünewald Manor, nella speranza di uccidere Nosferatu e incendiare la sua dimora. Trovata la bara di Orlok, la aprono, solo per scoprire che al suo interno non c'è il conte, ma il signor Knock, che finisce per essere ucciso al posto del vampiro. Accortosi che Von Franz era consapevole fin dall'inizio del fatto che Orlok non si trovava nella sua dimora, Thomas si precipita a salvare Ellen, mentre Von Franz dà fuoco alla bara e all'intero edificio, privando così il conte della terra natia su cui riposare al sorgere del sole. Ellen, frattanto, convoca Orlok nella sua camera da letto, sapendo che questi non riuscirà a resistere al suo richiamo. Orlok giunge e Ellen si abbandona a lui, permettendogli di nutrirsi del suo sangue fino all'alba. Il vampiro viene infine ucciso dalla luce del sole. Thomas piomba nella stanza, non potendo far altro che stringere la mano di Ellen mentre muore dissanguata. Von Franz conferma che il suo sacrificio li ha liberati dalla piaga di Nosferatu.

## Personaggi
- Conte Orlok / Nosferatu, interpretato da Bill Skarsgård: è un misterioso nobile della Transilvania, un vampiro che si nutre del sangue degli umani viventi. Vive da solo in un enorme castello nascosto tra le aspre vette dei Carpazi. È ossessionato da Ellen, con la quale vuole congiungersi, motivo per cui decide di trasferirsi a Wisborg.
- Thomas Hutter, interpretato da Nicholas Hoult: un giovane che lavora come agente immobiliare e vive nella città tedesca di Wisborg con sua moglie Ellen. Volendo garantire una sicurezza economica per la sua famiglia, e per ripagare il debito che ha con il suo amico Friedrich, accetta di dirigersi nei Carpazi per vendere un maniero di Wisborg al conte Orlok.
- Ellen Hutter, interpretata da Lily-Rose Depp: moglie di Thomas, descritta come una donna pura e una moglie angelica. La sua affinità con il sovrannaturale la portò, da giovane, a incontrare lo spirito di Nosferatu. In un momento di debolezza, la giovane Ellen giurò di unirsi al vampiro, e da allora questi la tormenta con visioni, convulsioni e deliri.
- Friedrich Harding, interpretato da Aaron Taylor-Johnson: un giovane padre di famiglia benestante, ereditario di un importante cantiere navale, amico di Thomas. Più volte si rivela un padre e un marito amorevole e un amico generoso nei confronti di Thomas e Ellen. Solo dopo la morte della moglie e delle figlie si convince dell'esistenza di Nosferatu, quando ormai è troppo tardi.
- Anna Harding, interpretata da Emma Corrin: la confidente e la migliore amica di Ellen, moglie di Friedrich, madre di due bambine e in dolce attesa di un terzo figlio.
- Il professor Albin Eberhart Von Franz, interpretato da Willem Dafoe, un eccentrico esperto di occulto. Nonostante non affronti mai direttamente Nosferatu, saranno le sue indagini e il suo piano a permettere la distruzione del vampiro.
- Il dottor Wilhelm Sievers, interpretato da Ralph Ineson. Allievo di Von Franz, contatta e accompagna il suo maestro nelle sue ricerche.
- Knock, interpretato da Simon McBurney. Lo strambo direttore dell'agenzia immobiliare di Wisborg dove Thomas lavora. Ben presto, si rivela un fanatico servitore di Orlok.

## Produzione

### Pre-produzione
Nel luglio 2015 la società di produzione Studio 8, diretta da Jeff Robinov, ha ottenuto i diritti per un remake del classico del cinema muto Nosferatu il vampiro. Robert Eggers avrebbe dovuto scrivere la sceneggiatura e dirigere il film horror e, dopo The Witch (2015), avrebbe lavorato di nuovo con i produttori Jay Van Hoy e Lars Knudsen. Nel novembre 2016 il regista ha espresso sorpresa per il fatto che il remake di Nosferatu fosse il suo secondo film. Nell'agosto 2017 Chris Columbus e Eleanor Columbus si sono uniti al progetto cinematografico come produttori. Due anni dopo il regista Eggers ha espresso preoccupazione circa l'effettiva realizzazione dell'adattamento cinematografico, nonostante i suoi migliori sforzi: durante un'intervista con Den of Geek sull'uscita nel 2019 del film The Lighthouse, Robert Eggers ha infatti rivelato che, sebbene avesse trascorso molto tempo ad adattare la sceneggiatura dell'iconico film horror al 21º secolo, non sapeva se e quando il progetto sarebbe decollato. Alla fine la realizzazione di Nosferatu fu rinviata a favore del film storico The Northman (2022).
Dopo che Focus Features si è assicurata i diritti di distribuzione del film nel 2022, il regista Robert Eggers ha dichiarato Nosferatu come suo nuovo progetto cinematografico.
La selezione degli interpreti è stata effettuata dal direttore del casting Kharmel Cochrane; nell'agosto 2017 è stata ingaggiata l'attrice Anya Taylor-Joy, ma nel 2020 ha dovuto abbandonare il progetto. Nel marzo 2022, è stato rivelato che il cantante inglese Harry Styles era stato assegnato per un breve periodo al ruolo di Friedrich Harding nel film, ma alla fine anche lui ha abbandonato. Il 30 settembre 2022 è stato annunciato che l'attore svedese Bill Skarsgård avrebbe interpretato il ruolo principale di Nosferatu, il Conte Orlok, che Eggers aveva già in mente per l'adattamento cinematografico anni prima. Il 30 settembre 2022 è stata annunciata anche l'assunzione dell'attrice francese Lily-Rose Depp in sostituzione di Anya Taylor-Joy. L'attore inglese Nicholas Hoult ha confermato il 10 ottobre 2022 di essersi unito al cast, dopo diverse trattative, per interpretare il deuteragonista Thomas Hutter. Secondo Eggers, Hoult è stato scelto "per la sua versatilità e profondità nei ruoli precedenti [...] e ha dimostrato la sua capacità di adattarsi a una vasta gamma di personaggi che ti immergono in un universo gotico [...] dove la sua interpretazione è un mix di eleganza e oscurità in una performance che fonde il classico con il contemporaneo."
Nel gennaio 2023, il parco attori è stato ampliato con l'aggiunta dello statunitense Willem Dafoe nel ruolo del professor Albin Eberhart Von Franz. Dafoe è al suo terzo lavoro con il regista Robert Eggers, dopo The Lighthouse e The Northman; in precedenza aveva partecipato al lungometraggio L'ombra del vampiro (2000) nel ruolo di una versione immaginaria di Max Schreck.
Nel febbraio 2023 anche Emma Corrin si è aggiunta al cast del film. È stato rivelato che gli attori britannici Aaron Taylor-Johnson, Simon McBurney e Ralph Ineson si sarebbero uniti al cast durante l'inizio della produzione nel marzo 2023.

### Sceneggiatura
Dopo Nosferatu, il principe della notte (1979), quello di Eggers è il secondo rifacimento del classico espressionista tedesco Nosferatu il vampiro (1922), scritto da Henrik Galeen e diretto da F.W. Murnau, cui seguì la versione di Werner Herzog del 1979. In realtà il Nosferatu originario fu condizionato dal fatto che Murnau e i suoi produttori avevano deciso di realizzare un film su Dracula, ma senza esplicitare l'ispirazione proveniente dal romanzo di Bram Stoker, tentando così di evitare il pagamento dei diritti agli eredi dell'autore. Furono quindi modificati alcuni dettagli per evitare di avere problemi con i detentori dei diritti d'autore. L'opera era vagamente basata sul libro, ma i nomi dei personaggi furono cambiati e l'ambientazione spostata nella Germania del XIX secolo. Dopo l'uscita della pellicola, fu intentata una causa contro i produttori di Nosferatu, il che portò alla condanna alla distruzione di tutte le copie del film, ma alcune copie sopravvissero e furono restaurate e diffuse in seguito alla morte della vedova di Stoker e alla successiva scadenza dei diritti d'autore.

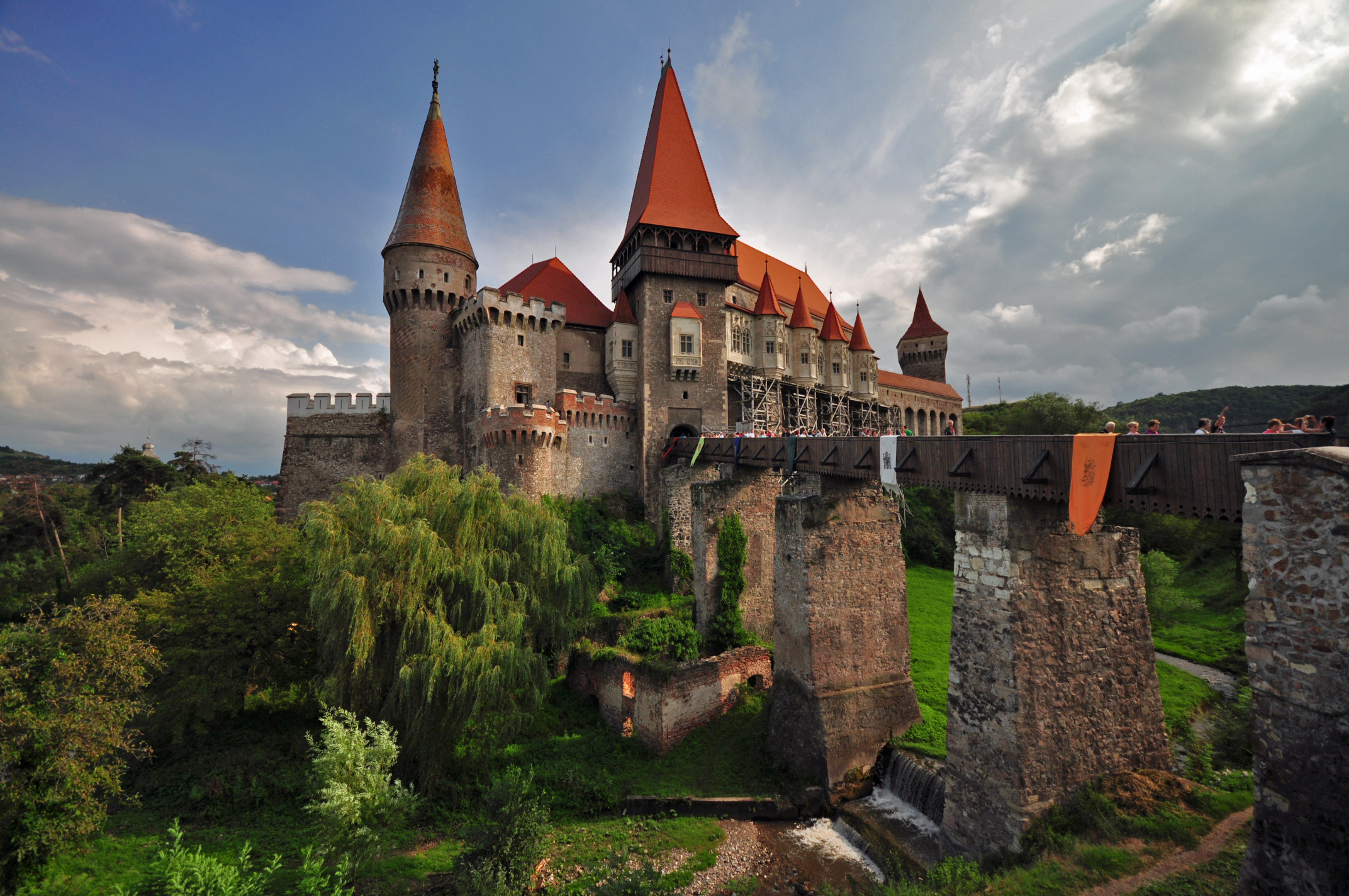
Il Castello di Hunyad o Castello di Corvino, situato in Transilvania, utilizzato come castello di Orlok nel film

### Riprese

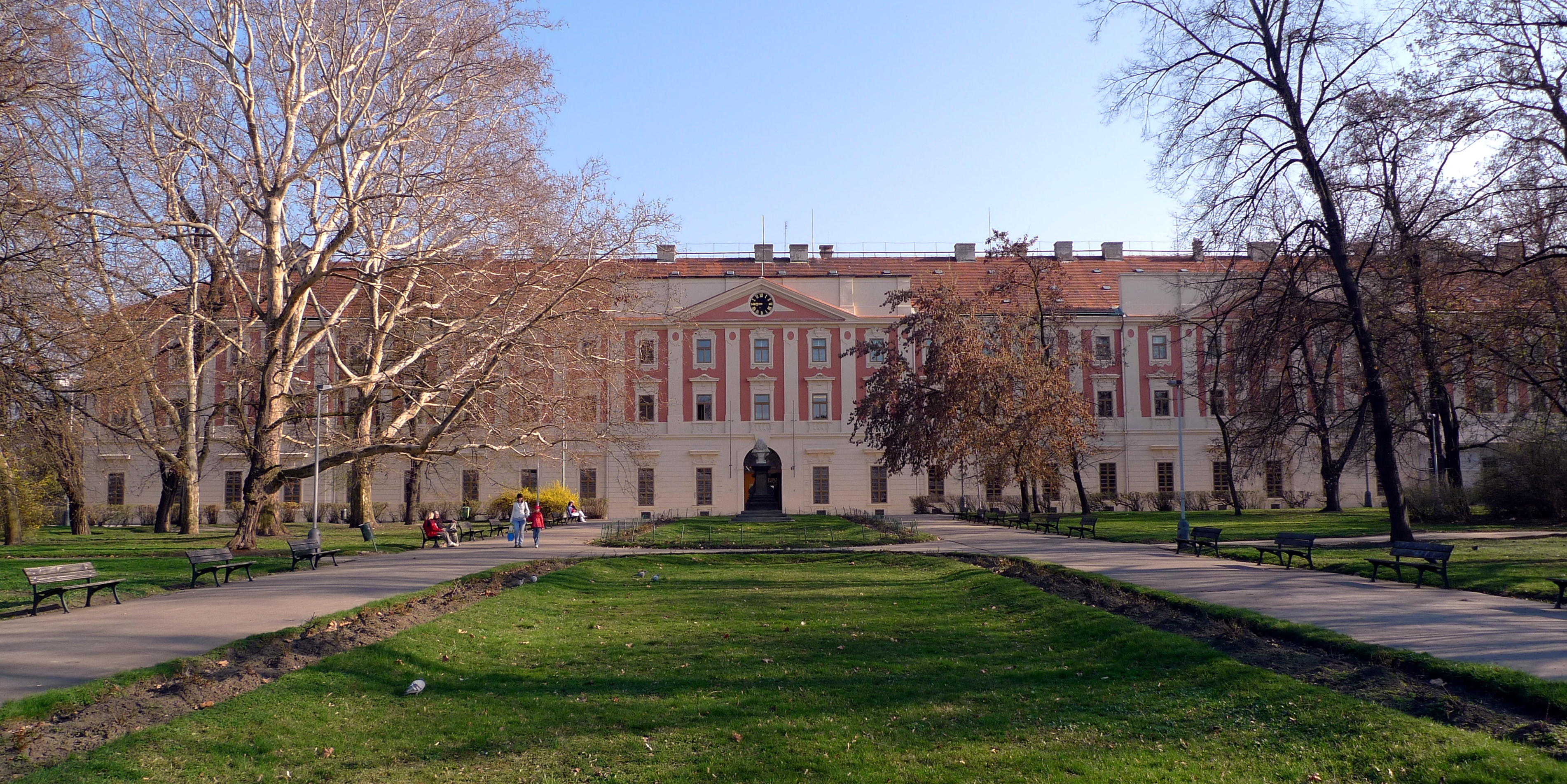
Invalidovna

Le riprese principali sono iniziate il 20 febbraio 2023 presso i Barrandov Studios di Praga, in Repubblica Ceca, con Jarin Blaschke come direttore della fotografia.
I luoghi più importanti in cui sono avvenute le riprese del film comprendono l'esterno del Castello dei Corvino, situato in Transilvania, in Romania, l'interno del Castello di Pernštejn, il complesso barocco dell'Invalidovna a Praga e la città vecchia e i suoi castelli locali di Rožmitál pod Třemšínem, nella Repubblica Ceca. Altre location delle riprese comprendono Toronto e alcuni edifici nella città tedesca di Lubecca, che ricreano la città immaginaria di Wisborg.
Eggers ha affermato:
(Robert Eggers, traduzione dall'inglese, in  Ben Travis, Robert Eggers’ Nosferatu Filmed At The Same Castle As Werner Herzog’s Version Archiviato l'11 novembre 2024 in Internet Archive., su Empire on line, 22 ottobre 2024)
È stato anche girato a bordo di una goletta in mare aperto, dove Eggers ha lavorato in condizioni meteorologiche difficili con marinai esclusivamente russi.
Le riprese si sono concluse ufficialmente ai Barrandov Studios di Praga il 19 maggio 2023, dopo tre mesi di riprese.

### Post-produzione
La britannica Louise Ford è incaricata del montaggio e degli effetti speciali del film.

## Promozione
Il primo trailer ufficiale è stato diffuso il 24 giugno 2024. Un secondo trailer è stato distribuito il 30 settembre 2024.
Focus Features ha distribuito il film negli Stati Uniti e United International Pictures si è occupata della distribuzione internazionale.

## Distribuzione
La distribuzione del film nelle sale cinematografiche statunitensi è avvenuta il 25 dicembre 2024, mentre in Italia è stato distribuito il 1º gennaio 2025 dopo un'anteprima il giorno precedente.

### Edizione italiana
La direzione del doppiaggio e i dialoghi italiani sono a cura di Alessandro Rossi per conto della Laser Digital Film, che si è occupata anche della sonorizzazione.

## Riconoscimenti
- 2025 - Premio Oscar
  - Candidatura alla miglior scenografia a Craig Lathrop
  - Candidatura alla miglior fotografia a Jarin Blaschke
  - Candidatura ai migliori costumi a Linda Muir, David Schwed
  - Candidatura ai migliori trucco e acconciatura a David White

- 2025 - Premio BAFTA
  - Candidatura alla migliore scenografia a Craig Lathrop
  - Candidatura alla migliore fotografia a Jarin Blaschke
  - Candidatura ai migliori costumi a Linda Muir, David Schwed
  - Candidatura al miglior trucco e acconciatura a David White
  - Candidatura alla migliore colonna sonora a Robin Carolan

- 2025 - Critics Choice Award
  - Migliore fotografia a Jarin Blaschke
  - Candidatura alla migliore scenografia a Craig Lathrop
  - Candidatura ai migliori costumi a Linda Muir, David Schwed
  - Candidatura al miglior trucco a David White

## Accoglienza

### Incassi
Il film ha incassato 95608235 $ in Nord America e 86156280 $ nel resto del mondo, per un totale di 181764515 $. In Italia ha incassato 5176492 €.

### Critica
Il film è stato accolto in maniera generalmente positiva dalla critica; su Rotten Tomatoes 373 critici esprimono un gradimento dell'84%, su Metacritic il voto medio di 59 critici è di 78/100.